# Poya (Nueva Caledonia)
Poya es una comuna de Nueva Caledonia, un territorio de ultramar de Francia en el océano Pacífico. La mayor parte de la comuna (incluyendo el principal asentamiento de Poya) se encuentra en la Provincia Norte de Nueva Caledonia, y una pequeña parte de la comuna se encuentra en la Provincia Sur, una situación extraña como resultado de la creación de las provincias de Nueva Caledonia en 1989. En el censo de 2004, 2.478 de los 2.600 habitantes de Poya vivían en el lado de la Provincia Norte de la comuna, mientras que sólo 122 habitantes vivían en el lado de la Provincia Sur.